# Andreas Kupfer
Andreas Kupfer (Schweinfurt, 7 mei 1914 – Marktbreit, 30 april 2001) was een Duits voetballer.

## Biografie
Kupfer begon zijn carrière bij de jeugd van VfR 07 Schweinfurt. Op 19-jarige leeftijd maakte hij de overstap naar 1. FC Schweinfurt 05, de toonaangevende club van de stad. Met Schweinfurt speelde hij in de Gauliga, een van de zestien hoogste klassen. In 1936 speelde hij voor het eerst op nationaal niveau in de Tschammerpokal, waar de club voor 22.000 toeschouwers FC Schalke 04 bekampte. In 1939 werd hij met Schweinfurt kampioen van de Gauliga Bayern en kon zo deelnemen aan de eindronde om de landstitel. In een groep met Dresdner SC en Warnsdorfer FK eindigde de club samen met Dresdner op de eerste plaats, maar omdat ze één goal meer binnen gelaten hadden waren ze uitgeschakeld. Drie jaar later slaagde de club er opnieuw in kampioen te worden, maar in de eindronde was het nu na één wedstrijd al gedaan voor de club. Hij bleef zijn hele carrière bij Schweinfurt 05 en speelde zijn laatste wedstrijd in 1953 kort voor zijn 39ste verjaardag.
In 1937 werd hij voor het eerst opgeroepen voor het nationale elftal. In deze tijd speelde de Mannschaft vaker twee wedstrijden op één dag, één met een A-elftal en één met een B-elftal. Kupfer werd opgeroepen voor het B-elftal tegen Luxemburg. De ervaren Karl Hohmann leidde de elf jongeren naar de zege. Er volgden nog interlands tegen België en Zwitserland. Op 16 mei 1937 speelde het land een interland tegen Denemarken in Breslau. Niemand wist op voorhand dat de wedstrijd een legendarische zou worden, de zwaarste nederlaag in de geschiedenis van het Deens nationaal voetbal. De Duitsers walsten over de Deense defensie en maakten acht doelpunten. Het team ging de geschiedenis in als de Breslau-Elf. Op 22 november 1942 speelde hij tegen Slowakije zijn laatste interland voor het einde van de oorlog, het was zijn 43ste cap. Exact 8 jaar later op 22 november 1950 stond hij een laatste keer voor het nationale elftal op het veld tegen Zwitserland.
In 2001 was hij de laatste speler van de Breslau-Elf die overleed.